# Миллер, Ник
Николас Миллер (англ. Nicholas Miller; род. 1 мая 1993, Карлайл) — британский легкоатлет, специалист по метанию молота. Выступает за сборные Англии и Великобритании по лёгкой атлетике с 2012 года, чемпион Игр Содружества 2018 и 2022 годов, многократный победитель и призёр первенств национального значения, действующий рекордсмен страны, участник Олимпийских игр 2016 и 2020 годов.

## Биография
Ник Миллер родился 1 мая 1993 года в городе Карлайл графства Камбрия, Англия.
Занимался метанием молота ещё будучи школьником, затем учился в США в Университете штата Оклахома — состоял в университетской легкоатлетической команде, регулярно принимал участие в различных студенческих соревнованиях.
Впервые заявил о себе в лёгкой атлетике на международном уровне в сезоне 2012 года, когда вошёл в состав британской национальной сборной и выступил в метании молота на юниорском мировом первенстве в Барселоне.
В 2013 году в той же дисциплине стал девятым на молодёжном европейском первенстве в Тампере.
В 2014 году был пятым на командном чемпионате Европы в Брауншвейге, завоевал серебряную медаль на Играх Содружества в Глазго.
В 2015 году стал вторым на командном чемпионате Европы в Чебоксарах, одержал победу на молодёжном европейском первенстве в Таллине, занял 11-е место на чемпионате мира в Пекине.
На чемпионате Европы 2016 года в Амстердаме в финал не вышел. Выполнив олимпийский квалификационный норматив, удостоился права защищать честь страны на летних Олимпийских играх в Рио-де-Жанейро — в программе метания молота на предварительном квалификационном этапе показал результат 70,83 метра, чего оказалось недостаточно для выхода в финал.
После Олимпиады в Рио Миллер остался действующим спортсменом на ещё один олимпийский цикл и продолжил принимать участие в крупнейших международных стартах. Так, в 2017 году он стал третьим на командном чемпионате Европы в Лилле и шестым на домашнем чемпионате мира в Лондоне.
В 2018 году одержал победу на Играх Содружества в Голд-Косте, установив при этом ныне действующий национальный рекорд Великобритании — 80,26 метра. Помимо этого, получил серебро на Кубке мира в Лондоне, закрыл десятку сильнейших на чемпионате Европы в Берлине.
В 2019 году занял десятое место на чемпионате мира в Дохе.